# Budai Krisztián
Budai Krisztián (Budapest, 1979. július 22. –) magyar jégkorongjátékos.

## Karrier
Tízéves korában kezdett el jégkorongozni az FTC utánpótlás csapatában. 1997-ben igazolt át az Alba Volánhoz és közel 10 éven át védte a fehérvári csapat kapuját. 1999-ben öltötte magára először a magyar válogatott mezét, azóta 110-szer kapott helyet a nemzeti válogatott keretében. A 2007–2008-as szezonban klubcsapatában Hetényi Zoltán kiszorította a kezdőkapus szerepköréből, így a divíziós vb-re sem tudott bekerülni a válogatottba. Miután az Alba Volánnál lejárt a szerződése, egy szezont a szlovák Kežmarok-nál töltött. A világbajnoki magyar keretbe bekerült ugyan, de a mérkőzéseken nem jutott játéklehetőséghez.
A 2009–2010-es szezonban visszatért nevelőegyesületéhez a Ferencvároshoz. A vb csapatból az utolsó keretszűkítés során kimaradt.
2011-től 2013-ig a Miskolci JJSE játékosa, majd pályafutása utolsó éveit a Ferencvárosnál töltötte. 2016 szeptemberében jelentette be visszavonulását, 26 évnyi profiskodás után.

## Díjak, elismerések
- Divízió I-es vb ezüstérmes: 2002, 2007
- Divízió I-es vb bronzérmes: 2003, 2005
- 8-szoros magyar bajnok
- 5-szörös Magyar Kupa-győztes
- 2-szeres Interliga-győztes
- Az évad legjobb kapusa: 2002, 2004, 2005, 2006, 2007